# Estación Damián Maisonnave
Damián Maisonnave, también llamada Estación Simson, es una estación ferroviaria ubicada en la localidad de Maisonave, en el Departamento Realicó, Provincia de La Pampa, Argentina.

## Ubicación
Se encuentra en el km 584,7 km desde la Estación Once.

## Servicios
No presta servicios de pasajeros. Sus vías están concesionadas a la empresa de cargas Ferroexpreso Pampeano